# 250526 Steinerzsuzsanna
A 250526 Steinerzsuzsanna (2004 PO42) kisbolygó a kisbolygóövben kering. 2004. augusztus 11-én fedezte föl Sárneczky Krisztián és Szalai Tamás a Piszkéstetői Csillagvizsgálóban. Az égitest Lang Jánosné matematika–fizika szakos pedagógus születési nevét (Steiner Zsuzsanna) őrzi, aki Szalai Tamás egykori középiskolai tanára volt a soproni Berzsenyi Dániel Evangélikus Gimnáziumban.